# GMT Games

Logo von GMT Games

GMT Games ist ein US-amerikanischer Hersteller von Gesellschaftsspielen. Er ist spezialisiert auf strategische Brettspiele. Gegründet wurde die Firma im Jahre 1990. Der Name resultiert aus den Anfangsbuchstaben der Vornamen der drei Gründer Gene Billingsley, Mike Crane und Terry Shrum. Letztere beide verließen die Firma aber bald wieder, um eine eigene Firma, die Fresno Gaming Association, zu gründen. Bereits im ersten Verlagsjahr wurden drei Spiele veröffentlicht. Das bislang erfolgreichste Spiel Twilight Struggle simuliert den Kalten Krieg von 1945 bis 1989 und gehört zu der Gattung der Card-Driven Games.
Die Spiele von GMT werden seit Mitte/Ende der 1990er Jahre nach dem Verfahren Project 500 produziert, da die produzierten Spiele sich nicht so gut verkauft haben wie es notwendig wäre, um wirtschaftlich zu arbeiten. Hierbei können die Kunden ein Spiel vor Beginn der Produktion zu einem Vorzugspreis fest vorbestellen. Erst ab 500 Vorbestellungen (es gibt inzwischen auch andere Modelle wie P750 oder P1000) ist dann der sogenannte cut erreicht und das Spiel wird produziert. Hiermit wird das finanzielle Risiko des Verlages reduziert. P500 stellt effektiv eine frühe Form des Crowdfunding dar.

## Spieleauswahl
- 1992: SPQR von Mark Herman und Richard H. Berg
- 1999: Paths of Glory von Ted Raicer

International Gamers Award 2000: Preisträger
- 2000: Battle Line von Reiner Knizia
- 2001: Wilderness War von Volko Ruhnke

International Gamers Award 2002: Preisträger
- 2003: Europe Engulfed von Jesse Evans und Rick Young

International Gamers Award 2004: nominiert
- 2004: Sword of Rome von Wray Ferrell

International Gamers Award 2005: Preisträger
- 2005: Twilight Struggle von Ananda Gupta und Jason Matthews

International Gamers Award 2006: Preisträger in zwei Kategorien
- 2006: Here I Stand von Ed Beach

International Gamers Award 2007: nominiert
- 2006: Combat Commander: Europe von Chad Jensen

International Gamers Award 2007: nominiert
- 2006: Combat Commander: Mediterranean von Chad Jensen

International Gamers Award 2008: nominiert
- 2006: Commands and Colors: Ancients von Richard Borg

International Gamers Award 2007: nominiert
- 2007: Asia Engulfed von Jesse Evans und Rick Young

International Gamers Award 2008: nominiert
- 2008: Manoeuvre von Jeff Horger
- 2008: FAB: The Bulge von Rick Young
- 2009: 1805: Sea of Glory von Phil C. Fry
- 2010: Commands & Colors: Napoleonics von Richard Borg
- 2010: Labyrinth von Volko Ruhnke
- 2011: Space Empires: 4X von Jim Krohn
- 2012: Virgin Queen von Ed Beach
- 2014: Thunder Alley von Jeff und Carla Horger
- 2015: Churchill von Mark Herman
- 2017: Time of Crisis von Wray Ferrell und Brad Johnson